# Hygrochroma lincanaria
Hygrochroma lincanaria är en fjärilsart som beskrevs av William Schaus 1927. Hygrochroma lincanaria ingår i släktet Hygrochroma och familjen mätare. Inga underarter finns listade i Catalogue of Life.